# Tourtrol
Tourtrol é uma comuna francesa na região administrativa de Occitânia, no departamento de Ariège. Estende-se por uma área de 4,97 km². Em 2010 a comuna tinha 301 habitantes (densidade: 60,6 hab./km²).